# سازمان بین‌المللی دانشجویان ژئودتیک
 سازمان بین‌المللی دانشجویی ژئودتیک (همچنین با عنوان IGSO شناخته می‌شود) یک سازمان بین‌المللی، مستقل، غیرسیاسی، غیرانتفاعی است که توسط دانشجویان ژئودزی و ژئودزیست‌های جوان اداره می‌شود.

## هدف
اهداف IGSO عبارتند از:
- سازمان‌های دانشجویی ژئودزی همه کشورها را گرد هم آورد
- برای معرفی دانشجویان ژئودتیک به عموم
- برای برقراری ارتباط بین انجمن‌های عضو
- برقراری و تقویت همکاری با مقامات

این اهداف توسط نشست بین‌المللی دانشجویان ژئودتیک (IGSM) و مجمع عمومی سازماندهی و تحقق می‌یابد.

## ساختار
اعضای IGSO اتحادیه دانشگاه‌هایی هستند که دانشجویان ژئودتیک را نمایندگی می‌کنند.
IGSO متشکل از این موسسات است:
- مجمع عمومی.
- آژانس بین‌المللی دانشجویی ژئودتیک (دبیرکل، خزانه دار و تحلیل گر آماری)
- حسابرسان حساب‌های مالی.

ساختار IGSO و تحقق IGSM 2004 در طول جلسهٔ ISPRS سال ۲۰۰۶ ارائه شد.

## جلسات و فعالیت‌ها
IGSO هر ساله یک نشست بین‌المللی دانشجویان (IGSM) را در یک کشور متفاوت برگزار می‌کند. این جلسات به دانشجویان این امکان را می‌دهد تا تجارب خود را در زمینه ژئودزی مبادله کنند و با آداب و رسوم و فرهنگ سایر کشورها آشنا شوند.

## تاریخ
اولین IGSM در هلند توسط دانشجویان ژئودزی در دانشگاه فناوری دلفت برگزار شد. IGSO بعداً در طول چهارمین IGSM در گراس، اتریش تأسیس شد.
جلسات گذشته و آینده:
| سال           | عنوان    | کشور      | شهر                   | دانشگاه میزبان                                                    |
| ------------- | -------- | --------- | --------------------- | ----------------------------------------------------------------- |
| ۱۹۸۸          | 1. IGSM  | هلند      | دلفت                  | دانشگاه فناوری دلفت                                               |
| ۱۹۸۹          | 2. IGSM  | آلمان     | بن                    | دانشگاه بن                                                        |
| ۱۹۹۰          | 3. IGSM  | مجارستان  | بوداپست               | دانشگاه فنی و اقتصاد بوداپست                                      |
| ۱۹۹۱          | 4. IGSM  | اتریش     | گراتس                 | دانشگاه صنعتی گراتس                                               |
| ۱۹۹۲          | 5. IGSM  | بریتانیا  | لندن                  | University of East London                                         |
| ۱۹۹۳          | 6. IGSM  | جمهوری چک | پراگ                  | دانشگاه فنی چک در پراگ                                            |
| ۱۹۹۴          | 7. IGSM  | آلمان     | بوخوم-اسن             | Hochschule Bochum, University of Duisburg-Essen                   |
| ۱۹۹۵          | 8. IGSM  | لهستان    | ورشو                  | Warsaw University of Technology                                   |
| ۱۹۹۶          | 9. IGSM  | آلمان     | هانوفر                | دانشگاه هانوفر                                                    |
| ۱۹۹۷          | 10. IGSM | هلند      | دلفت                  | دانشگاه فناوری دلفت                                               |
| ۱۹۹۸          | 11. IGSM | اسپانیا   | مادرید                | دانشگاه پلی‌تکنیک مادرید                                           |
| ۱۹۹۹          | 12. IGSM | اسپانیا   | والنسیا               | Polytechnic University of Valencia                                |
| ۲۰۰۰          | 13. IGSM | فرانسه    | لو مان (فرانسه)/پاریس | École supérieure des géomètres et topographes (ESGT)              |
| ۲۰۰۱          | 14. IGSM | بریتانیا  | نیوکاسل               | دانشگاه نیوکاسل                                                   |
| ۲۰۰۲          | 15. IGSM | اسلوونی   | لیوبلیانا             | دانشگاه لیوبلیانا                                                 |
| ۲۰۰۳          | 16. IGSM | آلمان     | درسدن                 | دانشگاه فنی درسدن                                                 |
| ۲۰۰۴          | 17. IGSM | فنلاند    | اسپو                  | دانشگاه صنعتی هلسینکی                                             |
| ۲۰۰۵          | 18. IGSM | ترکیه     | استانبول              | دانشگاه فنی استانبول                                              |
| ۲۰۰۶          | 19. IGSM | لهستان    | کراکوف                | AGH University of Science and Technology                          |
| ۲۰۰۷          | 20. IGSM | بلغارستان | صوفیه                 | University of Architecture, Civil Engineering and Geodesy (UACEG) |
| ۲۰۰۸          | 21. IGSM | اسپانیا   | والنسیا               | Polytechnic University of Valencia                                |
| ۲۰۰۹          | 22. IGSM | سوئیس     | زوریخ                 | مؤسسه فناوری فدرال زوریخ                                          |
| ۲۰۱۰          | 23. IGSM | کرواسی    | زاگرب                 | دانشگاه زاگرب                                                     |
| ۲۰۱۱          | 24. IGSM | بریتانیا  | نیوکاسل               | دانشگاه نیوکاسل                                                   |
| ۲۰۱۲          | 25. IGSM | اسپانیا   | خائن (اسپانیا)        | University of Jaén                                                |
| ۲۰۱۳          | 26. IGSM | لهستان    | وروتسواف              | Wroclaw University of Environmental and Life Sciences             |
| ۲۰۱۴          | 27. IGSM | ترکیه     | استانبول              | دانشگاه فنی استانبول                                              |
| ۲۰۱۵          | 28. IGSM | فنلاند    | اسپو                  | دانشگاه آلتو                                                      |
| ۲۰۱۶          | 29. IGSM | آلمان     | مونیخ                 | دانشگاه فنی مونیخ                                                 |
| ۲۰۱۷          | 30. IGSM | کرواسی    | زاگرب                 | دانشگاه زاگرب                                                     |
| ۲۰۱۸          | 31. IGSM | اسپانیا   | والنسیا               | Polytechnic University of Valencia                                |
| ۲۰۱۹          | 32. IGSM | لهستان    | ورشو                  | Warsaw University of Technology                                   |
| ۲۰۲۰          | ملغی     | یونان     | سالونیک               | دانشگاه ارسطو                                                     |
| ۲۰۲۱          | 33. IGSM | آلمان     | هانوفر                | دانشگاه هانوفر                                                    |
| ۲۰۲۲          | 34. IGSM | آلمان     | هانوفر & هامبورگ      | دانشگاه هانوفر & HafenCity University Hamburg                     |
| ۲۰۲۳_(میلادی) | 35. IGSM | اسپانیا   | والنسیا               | Polytechnic University of Valencia                                |
| ۲۰۲۴          | 36. IGSM | بلغارستان | صوفیه                 | University of Architecture, Civil Engineering and Geodesy (UACEG) |
| ۲۰۲۵          | 37. IGSM | مراکش     | رباط (مراکش)          | fr:Institut agronomique et vétérinaire Hassan-II                  |
| ۲۰۲۶          | 38. IGSM | کرواسی    | زاگرب                 | دانشگاه زاگرب                                                     |
| ۲۰۲۷          | 39. IGSM | لهستان    | وروتسواف              | Wroclaw University of Environmental and Life Sciences             |

## همکاران
IGSO یک سازمان شریک فدراسیون بین‌المللی نقشه برداران (FIG) است